# フォークランド諸島の旗
フォークランド諸島の旗は、南大西洋に浮かぶイギリスの海外領土・フォークランド諸島（マルビナス諸島）の領旗。初代の旗は1948年9月29日に制定されている。イギリス政府の旗ブルー・エンサインを基にしており、左上にはユニオンジャックがあり、右の青地の中央にはフォークランド諸島の紋章を中に入れた白い円盤が描かれていた。1999年には白い円盤を取り除き、紋章をより大きくした新しい旗が制定されている。
紋章の上半分には青地に白い羊（島の主産業であるウール製造を象徴する）と島の原産である牧草の一種が描かれ、下半分には波模様の中に帆船が描かれる。この帆船はデザイア号（Desire）で、1592年にフォークランド諸島を発見したとされるイギリスの探検家ジョン・デイヴィス（John Davis）の乗船である。下の帯にはフォークランド諸島のモットー「Desire the right(権利を切望する)」が書かれている。
この旗の制定以前の1865年から1948年までの間にも、イギリス政府はフォークランド諸島の植民地当局に独自の旗の導入を許可しており、ブルー・エンサインの右側に、島とヒツジとデザイア号を描いた当時の島の紋章を配した旗が使われていた。1933年には紋章部分のみ変更されている。
1982年のフォークランド紛争では、領有権を主張するアルゼンチンが同諸島を占領し、島内でのフォークランドの旗の掲揚は禁じられ、その代りにアルゼンチンの国旗が掲げられた。アルゼンチン政府はフォークランド紛争敗戦後も、マルビナス諸島（フォークランド諸島）は同国のティエラ・デル・フエゴ、アンタルティダ・エ・イスラス・デル・アトランティコ・スール州（フエゴ島、南極および南大西洋諸島州）の一部としているが、同州の旗はこれまでフォークランド諸島には掲揚されていない。
フォークランド諸島付近を航行するフォークランド諸島所属船舶の商船旗には、1998年まではイギリスの商船旗レッド・エンサインが使われていたが、1998年にレッド・エンサインの右側にフォークランド諸島の紋章を配した新たな商船旗が制定された。

## ギャラリー

?1865年から1933年まで使われたフォークランド諸島の旗
?1925年から1948年まで使われたフォークランド諸島の旗
? 1948年から1999年まで使われた（ただし1982年の一時期はアルゼンチン政府により禁止）フォークランド諸島の旗
? 1999年までの商船旗、現在も稀に使われる
? 1999年以降の商船旗
1999年以降の総督旗
縦横比2:3のタイプ